# 삼계중학교 (전남)
삼계중학교(森溪中學校)는 대한민국 전라남도 장성군 삼계면 사창리에 있는 공립 중학교이다.

## 학교 연혁
- 1964년 12월 19일 : 삼계중학교 설립 인가
- 1965년 3월 10일 : 개교 및 신입생 입학식
- 1965년 5월 15일 : 제1대 김학인 교장 부임
- 1990년 4월 10일 : 중학교 10학급 인가
- 2025년 1월 9일 : 제58회 48명 졸업(총 졸업생수 8,157명)
- 2025년 3월 1일 : 제24대 김미애 교장 부임

## 참고 자료
- 삼계중학교 - 한국교육학술정보원 학교알리미